# Tênis de mesa nos Jogos Europeus de 2019
As competições de tênis de mesa nos Jogos Europeus de 2019 foram disputadas no Centro Olímpico de Tênis, em Minsk, na Bielorrússia, entre 22 a 29 de junho de 2019. Foram disputadas 5 modalidades. Os três melhores de cada naipe individual garantiram vaga para os Jogos Olímpicos de Verão de 2020, além de uma cota para os medalhistas de ouro na prova por equipes masculino, feminino e misto.

## Calendário
| Junho         | 21 | 22 | 23 | 24 | 25 | 26 | 27 | 28 | 29 | 30 |
| ------------- | -- | -- | -- | -- | -- | -- | -- | -- | -- | -- |
| Tênis de mesa |    | ●  | ●  | ●  | 1  | 2  | ●  | ●  | 2  |    |

|  | Dia de competição |  | Dia de final |

## Qualificação
Cota máxima por CON: 2 atletas em cada prova individual, 1 equipe em cada prova por equipes e 1 dupla nas duplas mistas. Por ser sede, a Bielorrússia foi automaticamente qualificada em todos os eventos.

## Nações participantes
Ao todo, 33 CONs qualificaram pelo menos um mesa-tenista em um dos eventos, com a quantidade de competidores entre parênteses.
- GER Alemanha (7)
- AUT Áustria (6)
- BEL Bélgica (5)
- BLR Bielorrússia (6)
- BIH Bósnia e Herzegovina (1)
- BUL Bulgária (1)
- CRO Croácia (4)
- DEN Dinamarca (3)
- SVK Eslováquia (4)
- SLO Eslovênia (4)
- ESP Espanha (5)
- FRA França (6)
- FIN Finlândia (2)
- GBR Grã-Bretanha (5)
- GRE Grécia (3)
- HUN Hungria (5)
- ITA Itália (4)
- KOS Kosovo (1)
- LTU Lituânia (1)
- LUX Luxemburgo (4)
- MDA Moldávia (1)
- MON Mônaco (1)
- NED Países Baixos (5)
- POL Polônia (5)
- POR Portugal (5)
- ROM Romênia (5)
- RUS Rússia (5)
- SRB Sérvia (3)
- SWE Suécia (6)
- SUI Suíça (1)
- TUR Turquia (1)
- UKR Ucrânia (5)
- UKR Ucrânia (7)

## Medalhistas

### Masculino
| Evento           | Ouro                                                        | Prata                                                  | Bronze                                                   |
| ---------------- | ----------------------------------------------------------- | ------------------------------------------------------ | -------------------------------------------------------- |
| Simples detalhes | Timo Boll GER Alemanha                                      | Jonathan Groth DEN Dinamarca                           | Tomislav Pucar CRO Croácia                               |
| Equipes detalhes | Timo Boll Patrick Franziska Dimitrij Ovtcharov GER Alemanha | Mattias Falck Kristian Karlsson Jon Persson SWE Suécia | Tiago Apolónia Marcos Freitas João Monteiro POR Portugal |

### Feminino
| Evento           | Ouro                                                            | Prata                                                        | Bronze                                            |
| ---------------- | --------------------------------------------------------------- | ------------------------------------------------------------ | ------------------------------------------------- |
| Simples detalhes | Fu Yu POR Portugal                                              | Han Ying GER Alemanha                                        | Ni Xialian LUX Luxemburgo                         |
| Equipes detalhes | Han Ying Nina Mittelham Shan Xiaona Petrissa Solja GER Alemanha | Daniela Dodean Elizabeta Samara Bernadette Szőcs ROM Romênia | Natalia Bajor Li Qian Natalia Partyka POL Polônia |

### Misto
| Evento          | Ouro                                          | Prata                                       | Bronze                                 |
| --------------- | --------------------------------------------- | ------------------------------------------- | -------------------------------------- |
| Duplas detalhes | Patrick Franziska Petrissa Solja GER Alemanha | Ovidiu Ionescu Bernadette Szőcs ROM Romênia | Tristão Flore Laura Gasnier FRA França |

## Quadro de medalhas
| Ordem | País           | Medalha de ouro | Medalha de prata | Medalha de bronze | Total |
| ----- | -------------- | --------------- | ---------------- | ----------------- | ----- |
| 1     | GER Alemanha   | 4               | 1                |                   | 5     |
| 2     | POR Portugal   | 1               |                  | 1                 | 2     |
| 3     | ROM Romênia    |                 | 2                |                   | 2     |
| 4     | DEN Dinamarca  |                 | 1                |                   | 1     |
|       | SWE Suécia     |                 | 1                |                   | 1     |
| 6     | CRO Croácia    |                 |                  | 1                 | 1     |
|       | FRA França     |                 |                  | 1                 | 1     |
|       | LUX Luxemburgo |                 |                  | 1                 | 1     |
|       | POL Polônia    |                 |                  | 1                 | 1     |
| TOTAL | TOTAL          | 5               | 5                | 5                 | 15    |